# Giuliano Carmignola
Giuliano Carmignola (* 7. Juli 1951 in Treviso) ist ein italienischer Violinist, der sowohl als klassischer Geiger als auch in der historischen Aufführungspraxis aktiv ist.

## Leben und Wirken
Giuliano Carmignola begann das Erlernen des Geigenspiels bei seinem Vater und seinem Großvater, anschließend trat er ins Konservatorium von Venedig ein. Nach Abschluss dieser Studien arbeitete er mit Nathan Milstein und Franco Gulli an der Accademia Chigiana in Siena und mit Henryk Szeryng am Genfer Konservatorium.
In den 1970er Jahren unternahm er internationale Konzertreisen mit dem Ensemble I Virtuosi di Roma und wirkte in einem Klaviertrio. 1971 gewann er den Wettbewerb Premio Città di Vittorio Veneto und 1973 den 5. Preis beim Premio Paganini in Genua.
In der Folgezeit trat er mit den renommiertesten europäischen Orchestern auf, unter Dirigenten wie Claudio Abbado oder Eliahu Inbal. Zehn Jahre lang war er Professor für Violine am Konservatorium Venedig, außerdem unterrichtete er an der Musikakademie Siena. 1999 erhielt er die Berufung an die Musikhochschule Luzern. Von 1978 bis 1985 war er Konzertmeister des Opernorchesters im Teatro La Fenice in Venedig.
Seit seiner Arbeit mit dem Ensemble Sonatori de la Gioiosa Marca und dem Venice Baroque Orchestra unter Andrea Marcon gehört Carmignola zu den namhaften Solisten auf der Barockvioline. Zahlreiche Barockfestivals wie Brügge, Luzern, Wien, Brüssel, Salzburg oder Barcelona gehören zu seinem regelmäßigen Betätigungsfeld. Sein musikalischer Schwerpunkt liegt in der italienischen Musik des 18. Jahrhunderts. Er spielt auf Violinen, die Pietro Guarneri (1733) und Florenus Guidantus (1739) zugeschrieben werden.
2015 spielte er mit der Cellistin Sol Gabetta und dem Pianisten Dejan Lazić, dem Kammerorchester Basel unter der Leitung von Giovanni Antonini, das Tripelkonzert Ludwig van Beethovens ein.